# Freddie Spencer
Frederick „Freddie“ Burdette Spencer junior (* 20. Dezember 1961 in  Shreveport, Louisiana) ist ein ehemaliger US-amerikanischer Motorradrennfahrer und dreimaliger Weltmeister. Wegen seines Fahrstils wurde er auch „Fast Freddie“ oder „der Außerirdische“ genannt.
Im Jahr 1983 gewann er als bis dahin jüngster Motorrad-WM-Pilot die 500-cm³-Weltmeisterschaft (erst 30 Jahre später wurde dieser Rekord von Marc Márquez gebrochen), zwei Jahre später wurde er Doppelweltmeister in den Klassen bis 250 und bis 500 cm³.
Danach blieb der Erfolg aus und es folgten Verletzungspech und Ausfälle. Im Jahr 1993 versuchte er ein Comeback, am Ende der Saison hatte er jedoch nur zwei Punkte erkämpft. Seit 1997 führt er in Las Vegas die Freddie Spencer's High Performance Riding School.

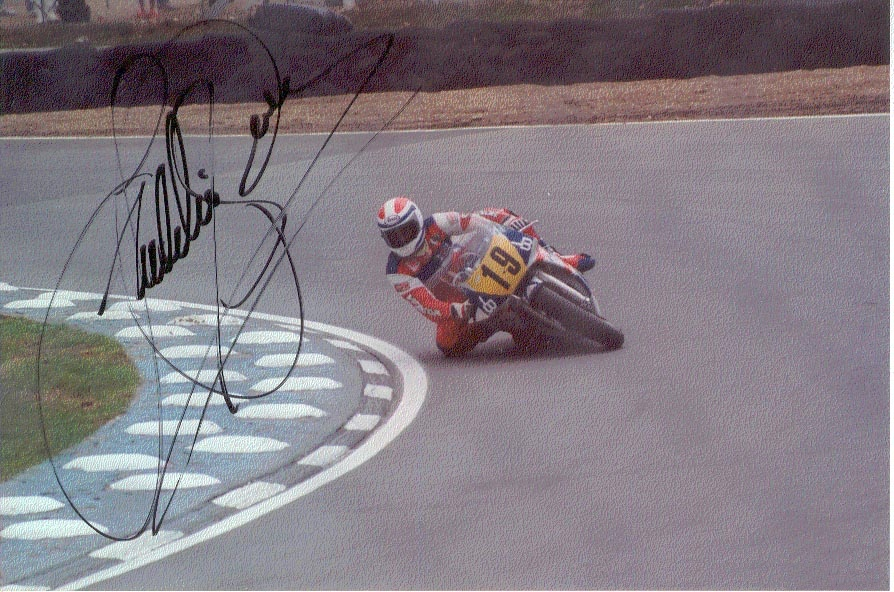
Freddie Spencer in Brands Hatch
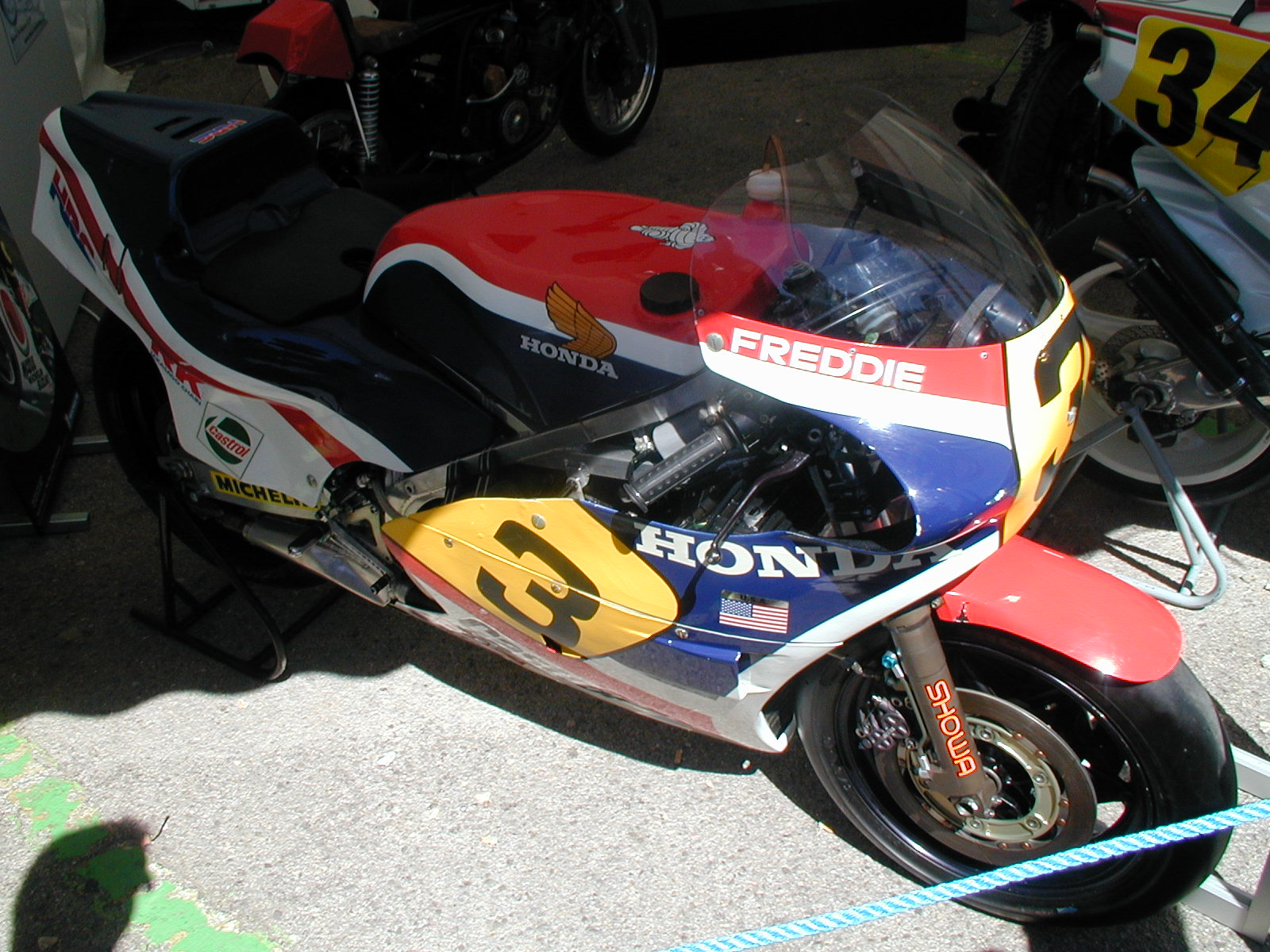
Die Honda 500 cm³ von Freddie Spencer aus dem Jahr 1983
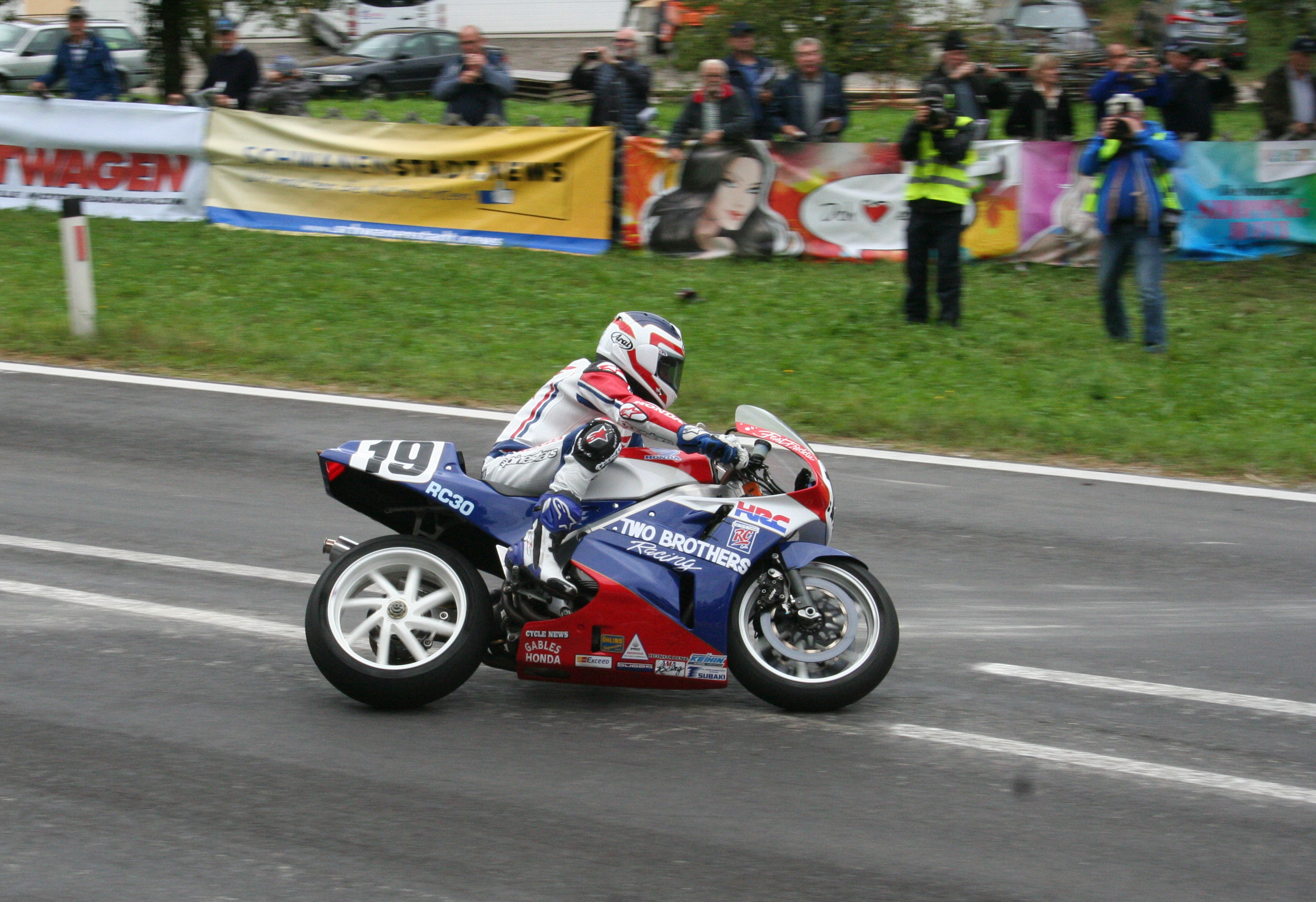
Freddie Spencer beim Oldtimer Grand Prix 2016 in Schwanenstadt
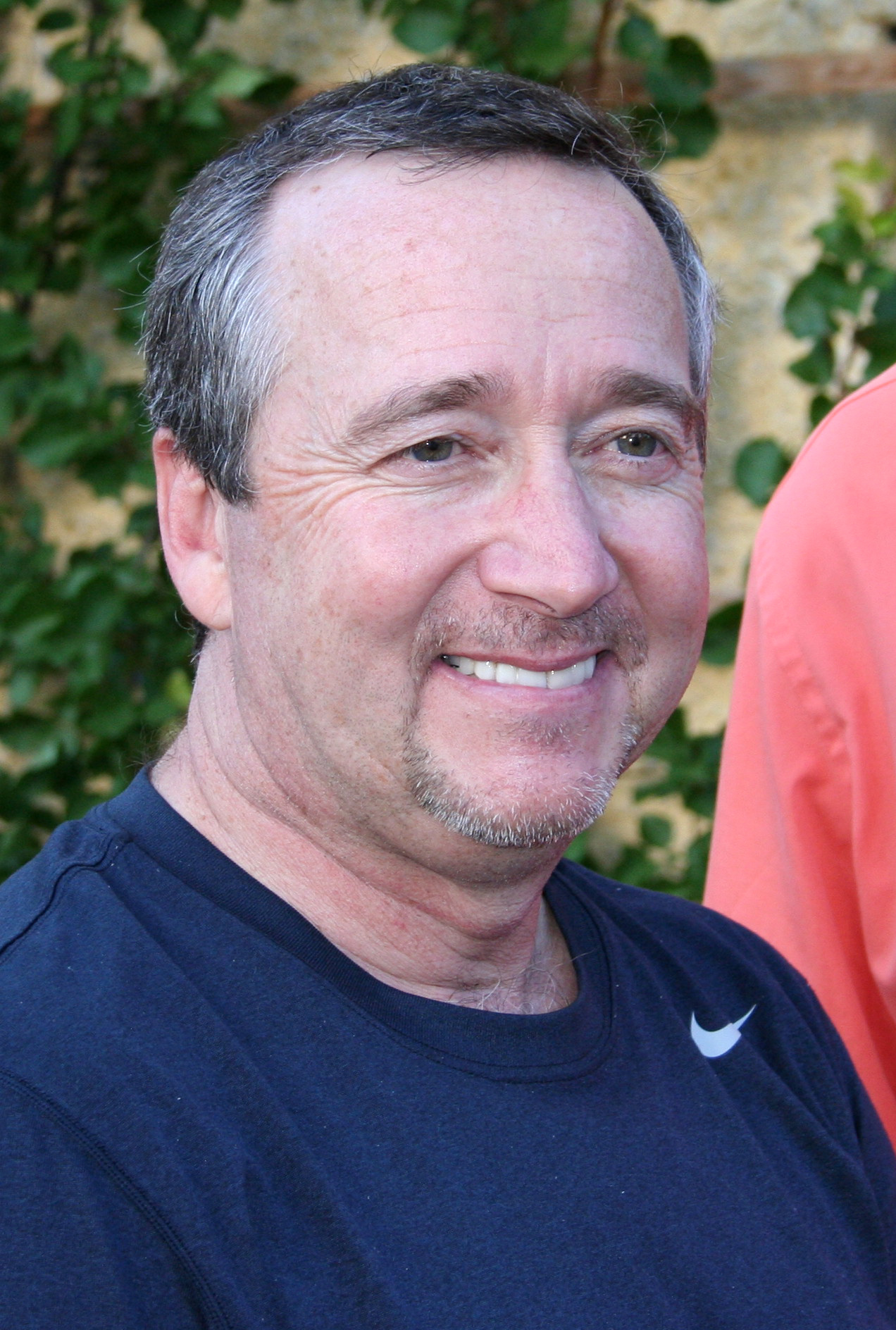
Freddie Spencer (2014)

## Statistik

### Erfolge
- 1983 – 500-cm³-Weltmeister auf Honda NS 500
- 1985 – 250-cm³-Weltmeister auf Honda NSR 250
- 1985 – 500-cm³-Weltmeister auf Honda NSR 500
- 1985 – Sieger beim Daytona 200 auf Honda
- 27 Grand-Prix-Siege

### Ehrungen
- Aufnahme in die MotoGP Hall of Fame
- Aufnahme in die Motorcycle Hall of Fame[1]
- Aufnahme in die Motorsports Hall of Fame of America

### In der Motorrad-Weltmeisterschaft
| Saison | Klasse  | Motorrad | Rennen | Siege | Zweiter | Dritter | Poles | Schn. Runden | Punkte | Ergebnis    |
| ------ | ------- | -------- | ------ | ----- | ------- | ------- | ----- | ------------ | ------ | ----------- |
| 1980   | 500 cm³ | Yamaha   | 1      | –     | −       | −       | −     | −            | −      | −           |
| 1981   | 500 cm³ | Honda    | 1      | –     | −       | −       | −     | −            | −      | −           |
| 1982   | 500 cm³ | Honda    | 11     | 2     | 2       | 1       | 4     | 3            | 72     | 3.          |
| 1983   | 500 cm³ | Honda    | 12     | 6     | 3       | 1       | 6     | 3            | 144    | Weltmeister |
| 1984   | 500 cm³ | Honda    | 7      | 5     | 1       | –       | 6     | 5            | 87     | 4.          |
| 1985   | 250 cm³ | Honda    | 10     | 7     | 1       | –       | 7     | 7            | 127    | Weltmeister |
| 1985   | 500 cm³ | Honda    | 11     | 7     | 3       | –       | 11    | 7            | 141    | Weltmeister |
| 1986   | 500 cm³ | Honda    | 2      | –     | –       | –       | 1     | –            | –      | −           |
| 1987   | 500 cm³ | Honda    | 4      | –     | –       | –       | –     | –            | 4      | 20.         |
| 1989   | 500 cm³ | Yamaha   | 10     | –     | –       | –       | –     | –            | 33,5   | 16.         |
| 1993   | 500 cm³ | Yamaha   | 3      | –     | –       | –       | –     | –            | 2      | 37.         |
| Gesamt | Gesamt  | Gesamt   | 72     | 27    | 10      | 2       | 35    | 25           | 610,5  |             |